# Ich geh' und suche mit Verlangen
Ich geh' und suche mit Verlangen (in tedesco, "Vado cercando pieno di desiderio") BWV 49 è una cantata di Johann Sebastian Bach.

## Storia
La cantata Ich geh' und suche mit Verlangen venne composta da Bach a Lipsia nel 1726 e fu eseguita il 3 novembre dello stesso anno in occasione della XX domenica dopo la Trinità. Il testo è tratto dal Libro di Geremia, capitolo 31 versetto 3, e dall'Apocalisse di Giovanni, capitolo 3 versetto 20, per il sesto movimento e da testi di autore sconosciuto per i rimanenti.
Il tema musicale del sesto movimento è tratto dall'inno Wie schön leuchtet der Morgenstern del 1597 del compositore Philipp Nicolai.
La sinfonia di apertura della cantata venne in seguito riutilizzata dallo stesso Bach per il terzo movimento del concerto per clavicembalo e orchestra BWV 1053.

## Struttura
La cantata è scritta per soprano solista, basso solista, coro, violino I e II, oboe d'amore, viola, organo obbligato e basso continuo ed è suddivisa in otto movimenti:
1. Sinfonia.
2. Aria: Ich geh' und suche mit Verlangen, per basso, organo obbligato e continuo.
3. Recitativo: Mein Mahl ist zubereit, per soprano, basso, archi e continuo.
4. Arioso: Komm, Schönste, komm und lass dich küssen, per soprano e basso.
5. Aria: Ich bin herrlich, ich bin schön, per soprano, oboe, e continuo.
6. Recitativo: Mein Glaube hat mich selbst so angezogen, per soprano, basso e continuo.
7. Aria: Vergibt mir Jesus, meine Sünden, per tenore, oboe, archi e continuo.
8. Aria e corale: Dich hab' ich je und je geliebet, per soprano, basso e tutti.